# David Diringer
Pour les articles homonymes, voir David et Diringer.
 David Diringer (né le 16 juin 1900 à Tlumacz ; mort en 1975) est un linguiste, paléographe et historien de l'écriture. Il enseigne à l'université de Cambridge et est l'auteur de plusieurs livres réputés sur les alphabets et les systèmes d'écriture.

## Source de la traduction
- (de)/(en) Cet article est partiellement ou en totalité issu des articles intitulés en allemand « David Diringer » (voir la liste des auteurs) et en anglais « David Diringer » (voir la liste des auteurs).